# Малороганська сільська рада
Малорога́нська сільська́ ра́да — адміністративно-територіальна одиниця та орган місцевого самоврядування в Харківському районі Харківської області. Адміністративний центр — село Мала Рогань.

## Загальні відомості
Малороганська сільська рада утворена в 1993 році.
- Територія ради: 38,61 км²
- Населення ради: 2 914 особи (станом на 2001 рік)
- Територією ради протікає річка Роганка.

## Населені пункти
Сільській раді підпорядковані населені пункти:
- с. Мала Рогань
- с. Бісквітне
- с. Коропи

## Склад ради
Рада складалася з 20 депутатів та голови.
- Голова ради: Зінов'єв Микола Васильович
- Секретар ради: Томах Наталія Іванівна

### Керівний склад попередніх скликань
| Прізвище, ім'я, по батькові | Основні відомості                                                                            | Дата обрання | Дата звільнення |
| --------------------------- | -------------------------------------------------------------------------------------------- | ------------ | --------------- |
| Зінов'єв Микола Васильович  | Сільський голова, 1959 року народження, освіта вища, був головою ради попереднього скликання | 26.03.2006   | 31.10.2010      |
| Зінов'єв Микола Васильович  | Сільський голова, 1959 року народження, освіта вища, член Партії регіонів                    | 31.10.2010   |                 |

Примітка: таблиця складена за даними сайту Верховної Ради України

### Депутати
За результатами місцевих виборів 2010 року депутатами ради стали:

#### За суб'єктами висування
| Суб'єкт висування                                       | Кількість обраних депутатів | %  |
| ------------------------------------------------------- | --------------------------- | -- |
| Партія регіонів                                         | 19                          | 95 |
| Політична партія Всеукраїнське об'єднання «Батьківщина» | 1                           | 5  |

#### За округами
| № округу                                                | Прізвище, ім'я, по батькові    | Дата визнання обраним | Освіта             | Партійна приналежність                        | Відомості про обраного депутата                |
| ------------------------------------------------------- | ------------------------------ | --------------------- | ------------------ | --------------------------------------------- | ---------------------------------------------- |
| Партія регіонів                                         |                                |                       |                    |                                               |                                                |
| 1                                                       | Савченко Тамара Іванівна       | 04.11.2010            | незакінчена вища   | позапартійна                                  | пенсіонер                                      |
| 2                                                       | Бабко Володимир Пилипович      | 04.11.2010            | вища               | член Партії регіонів                          | Завод ХЕМЗ, начальник дільниці                 |
| 3                                                       | Жуков Сергій Георгійович       | 04.11.2010            | незакінчена вища   | член Партії регіонів                          | ДКП «Малороганський комунгосп», директор       |
| 4                                                       | Зінов'єва Галина Петрівна      | 04.11.2010            | середня спеціальна | член Партії регіонів                          | Малороганська сільська рада, інспектор ВОБ     |
| 5                                                       | Клизуб Володимир Іванович      | 04.11.2010            | середня спеціальна | член Партії регіонів                          | приватний підприємець                          |
| 6                                                       | Шаповал Валентин Вікторович    | 04.11.2010            | вища               | член Партії регіонів                          | приватний підприємець                          |
| 7                                                       | Нагорний Дмитро Миколайович    | 04.11.2010            | вища               | член Партії регіонів                          | ДСУ — 43, сторож                               |
| 8                                                       | Курілкін Ігор Іванович         | 04.11.2010            | вища               | член Партії регіонів                          | АК «Харківобленерго», начальник Липецького РЄС |
| 9                                                       | Лозіцька Діана Віталіївна      | 04.11.2010            | вища               | член Партії регіонів                          | приватний підприємець                          |
| 11                                                      | Чемодуров Віктор Борисович     | 04.11.2010            | середня спеціальна | член Партії регіонів                          | приватний підприємець                          |
| 12                                                      | Мішньов Євген Олександрович    | 04.11.2010            | вища               | позапартійний                                 | приватний підприємець                          |
| 13                                                      | Товстоган Іван Арсентійович    | 04.11.2010            | середня            | член Партії регіонів                          | пенсіонер                                      |
| 14                                                      | Павленко Ірина Анатоліївна     | 04.11.2010            | середня спеціальна | член Партії регіонів                          | Малороганський ДНЗ, медична сестра             |
| 15                                                      | Савченко Павло Миколайович     | 04.11.2010            | вища               | член Партії регіонів                          | ТОВ фірма «Продукт», охоронець                 |
| 16                                                      | Калюжний Олександр Миколайович | 04.11.2010            | середня спеціальна | член Партії регіонів                          | приватний підприємець                          |
| 17                                                      | Томах Наталія Михайлівна       | 04.11.2010            | вища               | член Партії регіонів                          | Малороганська сільська рада, діловод           |
| 18                                                      | Жукова Олена Миколаївна        | 04.11.2010            | середня спеціальна | член Партії регіонів                          | приватний підприємець                          |
| 19                                                      | Васюк Віктор Федорович         | 04.11.2010            | середня спеціальна | член Партії регіонів                          | Малороганська сільська рада, землевпорядник    |
| 20                                                      | Балагура Андрій Іванович       | 04.11.2010            | вища               | член Партії регіонів                          | приватний підприємець                          |
| Політична партія Всеукраїнське об'єднання «Батьківщина» |                                |                       |                    |                                               |                                                |
| 10                                                      | Остапенко Надія Григорівна     | 04.11.2010            | вища               | член Всеукраїнського об'єднання «Батьківщина» | пенсіонер                                      |